# Gaetano Greco
Pour les articles homonymes, voir Greco.
Gaetano Greco (né vers 1657 à Naples et mort en 1728 dans la même ville) est un compositeur italien de la période baroque.

## Biographie
Fils ou petit-fils de Don Francesco Greco, un professeur d'instruments à vent qui a enseigné au Conservatoire de la Pietà dei Turchini et au Conservatoire dei Poveri di Gesù Cristo, Gaetano Greco a étudié dans ce dernier conservatoire sous la direction de Giovanni Salvatore et Gennaro Ursino et en 1678, âgé juste de vingt ans, il est devenu assistant d'enseignement (mastriciello).
En 1696, il a été nommé maître de chapelle de la célèbre école de musique, un poste qu'il a occupé jusqu'à sa mort, seulement pour être remplacé par le célèbre Francesco Durante. Parmi ses élèves, on trouve de grands noms de l'école de musique napolitaine Giuseppe Porsile, Nicola Porpora, Domenico Scarlatti, Leonardo Vinci, et parmi ses derniers élèves Giovanni Battista Pergolesi. Vers la fin du XVIIe siècle, il a également été nommé Maestro della Fidelissima Città à la place de Francesco Provenzale, poste qu'il a occupé en alternance avec Domenico Sarro.
Greco était l'un des principaux maîtres et parmi les plus influents de l'école napolitaine. En effet, il a grandement contribué au développement de la musique napolitaine, malgré le rôle clé qu'a joué Alessandro Scarlatti à Naples au début du XVIIe siècle et au XVIIIe siècle. Son activité de composition a été consacrée principalement aux instruments à clavier. Ses tablatures (intavolature) pour clavecin constituent l'essentiel de ses compositions.

## Sources manuscrites de ses œuvres pour clavecin
Naples, Biblioteca del Conservatorio di Musica “S. Pietro a Majella” [I-Nc]
- ms. 33.2.3 (olim Mus. Strum. 2850): cc. 83r-133r, Intavolature per Cembalo / Del Sig.r D. Gaetano Greco / 1762 [«Rafaele Rossi P.ne»]; cc. 134r-225v, Intavolature del Sig.r Gaetano Grieco; contiene anche i Partimenti di Rocco Greco (cc. 1r-82r)
- ms. 33.2.8 (olim 45.1.64), cc. 1v-162v, Intavolature p(er) Cembalo / Del Sig:r / Gaetano Greco
- ms. 33.2.9 (olim 45.1.65), [frontespizio di mano ottocentesca] Partimenti di Greco Gaetano / Greco Gaetano - Miscellanea di Composizioni / strumentali (Danze - Sinfonie - Partite / con Partimenti, Bassi numerati, Cadenze, ecc.)
- ms. Mus. Strum. 74 (olim 22.1.22), ms. datato 1716: cc. 27r-32v, Intavolatura Del Sig.r Gaetano Greco; cc. 34r-40v, Toccata per cembalo Del Sig.r Gaetano Greco; cc. 41r-46v, Toccata per cembalo Del Sig.r Gaetano Greco; cc. 90r-93r, Ballo di Mantua Del Sig.r Gaetano Greco; insieme a composizioni di A. Scarlatti (Toccate varie), Francesco Durante (1 Toccata), Gaetano Veneziano (1 Fuga), Francesco Mancini (2 Toccate), Arcangelo Corelli (1), Salvatore Tori (1), Domenico Galasso (2)
- ms. Mus. Strum. 2851 (olim 46A.1.8), Intavolature per Cembalo / Del Sig:r D: Gaetano Crieco [sic]
- ms. 20.2.14 [olim 16.8.8 (1-2), deinde Rari 1.6.15D, post Rari 1.9.15], cc. 1r-38v, Tuoni Ecclesiastici / con li loro / Versetti [in basso a destra] Originale / Di Gaetano Greco; cc. 39r-49r, Introduttioni per Cembalo, et / Organo / Sopra Varij Tuoni

Bruxelles, Bibliothèque Royale Albert I [B-Br]: 
- ms. F 6240, Intavolature per il cembalo / Del Sig.r Gaetano Grieco

Londres, British Library [GB-Lbm]: 
- ms. Add. 14248 cc. 40r-69v,  Intavolature per Cembalo / Del Sig.r Gaetano Grieco